# Christopher Nolan
Christopher Edward Nolan (Londres, 30 de julio de 1970) es un director de cine, guionista, productor y editor britanicoestadounidense. Desarrolló un interés por el cine desde una edad temprana. Después de estudiar literatura inglesa en el University College de Londres, debutó en el largometraje con Following (1998). Nolan ganó reconocimiento internacional con su segunda película, Memento (2000), por la que fue nominado al Premio Óscar al mejor guion original. Hizo la transición de cine independiente a cine de estudio con Insomnia (2002), y encontró más éxito comercial y de crítica con la trilogía The Dark Knight (2005-2012), The Prestige (2006) e Inception (2010), que recibió ocho nominaciones al Óscar, incluidas las de mejor película y mejor guion original. A esto le siguieron Interstellar (2014), Dunkerque (2017), Tenet (2020) y Oppenheimer (2023).
Las películas de Nolan se basan típicamente en temas epistemológicos y metafísicos, explorando la moralidad humana, la construcción del tiempo y la naturaleza maleable de la memoria y la identidad personal. Su trabajo está impregnado de imágenes y conceptos de inspiración matemática, estructuras narrativas no convencionales, efectos especiales prácticos, paisajes sonoros experimentales, fotografía de películas de gran formato y perspectivas materialistas. Ha coescrito varias de sus películas con su hermano Jonathan Nolan y dirige la productora Syncopy Films con su esposa, Emma Thomas.
Nolan ha recibido muchos premios y distinciones. Time lo nombró una de las 100 personas más influyentes del mundo en 2015, y en 2019 fue nombrado comandante de la Orden del Imperio Británico por sus servicios cinematográficos.

## Biografía

### Primeros años
Hijo de padre inglés y de madre estadounidense, Nolan nació en Westminster, un barrio del centro de Londres donde empezó a realizar películas a la edad de siete años usando la cámara Súper 8 de su padre y sus juguetes como personajes. Fue educado en Haileybury College, una escuela independiente en Hertfordshire, Inglaterra. Después estudió literatura inglesa en la University College de Londres, mientras realizaba varios cortometrajes en una escuela de cine. Su corto Tarantella fue proyectado en Image Union, una exhibición de cine independiente en PBS, en 1987. Otro de sus cortos, Larceny, fue proyectado durante el Cambridge Film Festival en 1996. Otro de sus más notables cortos fue Doodlebug, protagonizado por el actor Jeremy Theobald, quien luego también aparecería en Following, el primer largometraje de Nolan.
Se casó con la productora Emma Thomas en 1997. Tienen cuatro hijos juntos y residen en Los Ángeles, California.

### Carrera artística
La primera experiencia de Nolan como director fue en la cinta Following de 1998, en la cual se describe a un escritor obsesionado con el seguimiento a otras personas, es de destacar el que rodara este film durante varios fines de semana mientras cursaba sus estudios universitarios y el que muchos de sus compañeros aparezcan en la película. Acto seguido, vendría la aclamada Memento del año 2000, una cinta en la cual Nolan experimenta con el hilo narrador de la historia fragmentándola y alterando el habitual modo de contar las películas, valiéndose de flashbacks y otros recursos fílmicos. Memento fue hecha a partir de un escrito de su hermano menor Jonathan Nolan y lo puso en boca de todos en el circuito hollywoodiense. Después llegaría Insomnia (2002) donde dirige al aclamado Al Pacino, quien comparte cartel junto a Robin Williams y Hilary Swank. La buena recepción de ésta, fue la que a la postre le permitió negociar con la Warner Bros. el reinicio del clásico héroe de cómic Batman, después de que la franquicia hubiese quedado muy maltrecha tras los fallidos intentos de Joel Schumacher a finales de los años 1990. Batman Begins, The Dark Knight y The Dark Knight Rises constituyen las tres películas que Nolan ha hecho sobre el personaje de DC Comics. La primera sitúa al protagonista, interpretado por Christian Bale, en lo que será su papel como guardián de Gotham City. En la segunda parte se introduce su prueba de fuego al enfrentarse a Joker, interpretado por el fallecido Heath Ledger. La tercera parte, The Dark Knight Rises, introduce un nuevo enemigo: Bane, interpretado por Tom Hardy que amenaza a Gotham City de manera implacable. Esta última entrega pone fin a la relación de Nolan como director del héroe de Gotham.
Entre Batman Begins y The Dark Knight, en el año 2006, Christopher y Jonathan escribieron el guion de The Prestige, adaptando la obra original de Christopher Priest, una película ambientada a principios del siglo XX, que cuenta la historia de dos magos rivales que buscan la destrucción del otro a cualquier precio. Actuaron Hugh Jackman y Christian Bale, nuevamente con la participación de Michael Caine. En 2010 estrenó Inception, una película que trata el tema de los sueños. En esta ocasión trabajó con Leonardo DiCaprio, y le valió su primera nominación por una película en los Premios Óscar.
En The Dark Knight innovó con el uso de las cámaras de alta definición IMAX para las escenas de acción (sin precedentes conocidos, pues son habituales como planos fijos en documentales). Vanity Fair publicó la lista de las Top 40 celebridades de Hollywood con más ingresos a lo largo de 2010 y Nolan fue clasificado cuarto en la lista y ganó aproximadamente 71,5 millones de dólares.
En 2012 dirige la última entrega como director de la franquicia de Batman, en la que vuelven Christian Bale, Michael Caine, Morgan Freeman y Gary Oldman a sus respectivos papeles, y se incluyen nuevos rostros como Joseph Gordon-Levitt (John Blake), Anne Hathaway (Selina Kyle), Tom Hardy (Bane) y Marion Cotillard (Miranda Tate). La película está considerada como una de las mejores películas de superhéroes y una de las mejores películas de todos los tiempos.
El 4 de noviembre de 2014 estrena Interstellar, con un guion escrito por su hermano Jonathan Nolan. El filme trata sobre un grupo de científicos que viajan por un agujero de gusano para llegar a otra galaxia y es protagonizado por Matthew McConaughey, Anne Hathaway y Jessica Chastain.
Su siguiente película, Dunkerque, llegó a los cines de todo el mundo el 21 de julio de 2017. Escrita y dirigida por Christopher Nolan, está ambientada en la Segunda Guerra Mundial y se inspira en una historia real, la Operación Dinamo que dio lugar al "milagro de Dunkerque". Mark Rylance, Kenneth Branagh, Tom Hardy y Harry Styles forman parte del reparto.
El 25 de enero de 2019, Warner Bros. anunció una nueva película del director titulada Tenet y que trataría de una acción épica "que evoluciona desde el mundo del espionaje internacional". Nolan, como ya hizo en otras de sus obras anteriores, desempeñó los papeles de escritor, productor y director al mismo tiempo. El elenco estuvo compuesto por John David Washington, Robert Pattinson, Elizabeth Debicki, Aaron Taylor-Johnson, Clémence Poésy, Kenneth Branagh y Michael Caine, entre otros. Fue estrenada progresivamente a partir del 26 de agosto de 2020 en diferentes países tras sucesivos retrasos debido a la pandemia por coronavirus.
El 8 de octubre de 2021, Variety dio a conocer el próximo proyecto de Nolan titulado Oppenheimer, cuyo rodaje se previó que comenzara a principios de 2022, con fecha de estreno en Estados Unidos el 21 de julio de 2023. El argumento de la película aborda la historia del físico estadounidense J. Robert Oppenheimer, al frente del Laboratorio de Los Álamos y del proyecto Manhattan que desembocó en la invención de la bomba atómica. Se trata de una adaptación del libro ganador del premio Pulitzer American Prometheus: The Triumph and Tragedy of J. Robert Oppenheimer escrito en 2005 por Kai Bird y Martin J. Sherwin. Protagonizada por Cillian Murphy, Emily Blunt, Matt Damon y Robert Downey Jr., en la cinta participaron como productores Emma Thomas, Charles Roven y el propio Nolan. Su director de fotografía volvió a ser Hoyte Van Hoytema, así como en el montaje Jennifer Lame y en la banda sonora Ludwig Göransson.
El 23 de diciembre de 2024, Universal Pictures anunció que el próximo proyecto del cineasta será La Odisea, una epopeya de acción basada en el antiguo poema griego de Homero y que se estrenará el 17 de julio de 2026. El filme contará con la participación de Matt Damon, Tom Holland, Anne Hathaway, Zendaya, Lupita Nyong'o, Robert Pattinson, Charlize Theron, Jon Bernthal, John Leguizamo y Benny Safdie, según avanzó el diario especializado Variety.

## Filmografía
| Año  | Película                 |
| ---- | ------------------------ |
| 1997 | Doodlebug (cortometraje) |
| 1998 | Following                |
| 2000 | Memento                  |
| 2002 | Insomnia                 |
| 2005 | Batman Begins            |
| 2006 | The Prestige             |
| 2008 | The Dark Knight          |
| 2010 | Inception                |
| 2012 | The Dark Knight Rises    |
| 2014 | Interstellar             |
| 2015 | Quay (corto documental)  |
| 2017 | Dunkerque                |
| 2020 | Tenet                    |
| 2023 | Oppenheimer              |
| 2026 | La Odisea                |

Además de haber dirigido las películas de la tabla anterior, ha producido las siguientes: El hombre de acero (2013), Transcendence (2014), Batman v Superman: Dawn of Justice (2016), Liga de la Justicia (2017) y Liga de la Justicia de Zack Snyder (2021).

## Colaboradores recurrentes
| Actores                  | Doodlebug (1997) | Following (1999) | Memento (2000) | Insomnia (2002) | Batman Begins (2005) | The Prestige (2006) | The Dark Knight (2008) | Inception (2010) | The Dark Knight Rises (2012) | Interstellar (2014) | Dunkerque (2017) | Tenet (2020) | Oppenheimer (2023) |
| ------------------------ | ---------------- | ---------------- | -------------- | --------------- | -------------------- | ------------------- | ---------------------- | ---------------- | ---------------------------- | ------------------- | ---------------- | ------------ | ------------------ |
| Jeremy Theobald          | ✘                | ✘                |                |                 | ✘                    |                     |                        |                  |                              |                     |                  | ✘            |                    |
| David Dastmalchian       |                  |                  |                |                 |                      |                     | ✘                      |                  |                              |                     |                  |              | ✘                  |
| Martin Donovan           |                  |                  |                | ✘               |                      |                     |                        |                  |                              |                     |                  | ✘            |                    |
| Christian Bale           |                  |                  |                |                 | ✘                    | ✘                   | ✘                      |                  | ✘                            |                     |                  |              |                    |
| Liam Neeson              |                  |                  |                |                 | ✘                    |                     |                        |                  | ✘                            |                     |                  |              |                    |
| Tom Conti                |                  |                  |                |                 |                      |                     |                        |                  | ✘                            |                     |                  |              | ✘                  |
| Ken Watanabe             |                  |                  |                |                 | ✘                    |                     |                        | ✘                |                              |                     |                  |              |                    |
| Michael Caine            |                  |                  |                |                 | ✘                    | ✘                   | ✘                      | ✘                | ✘                            | ✘                   | ✘                | ✘            |                    |
| Cillian Murphy           |                  |                  |                |                 | ✘                    |                     | ✘                      | ✘                | ✘                            |                     | ✘                |              | ✘                  |
| Marion Cotillard         |                  |                  |                |                 |                      |                     |                        | ✘                | ✘                            |                     |                  |              |                    |
| Anne Hathaway            |                  |                  |                |                 |                      |                     |                        |                  | ✘                            | ✘                   |                  |              |                    |
| Joseph Gordon-Levitt     |                  |                  |                |                 |                      |                     |                        | ✘                | ✘                            |                     |                  |              |                    |
| Larry Holden             |                  |                  | ✘              | ✘               | ✘                    |                     |                        |                  |                              |                     |                  |              |                    |
| Morgan Freeman           |                  |                  |                |                 | ✘                    |                     | ✘                      |                  | ✘                            |                     |                  |              |                    |
| Gary Oldman              |                  |                  |                |                 | ✘                    |                     | ✘                      |                  | ✘                            |                     |                  |              | ✘                  |
| Tom Hardy                |                  |                  |                |                 |                      |                     |                        | ✘                | ✘                            |                     | ✘                |              |                    |
| Kenneth Branagh          |                  |                  |                |                 |                      |                     |                        |                  |                              |                     | ✘                | ✘            | ✘                  |
| Matt Damon               |                  |                  |                |                 |                      |                     |                        |                  |                              | ✘                   |                  |              | ✘                  |
| Matthew Modine           |                  |                  |                |                 |                      |                     |                        |                  | ✘                            |                     |                  |              | ✘                  |
| Productores              |                  |                  |                |                 |                      |                     |                        |                  |                              |                     |                  |              |                    |
| Emma Thomas              | ✘                | ✘                | ✘              | ✘               | ✘                    | ✘                   | ✘                      | ✘                | ✘                            | ✘                   | ✘                | ✘            | ✘                  |
| Jordan Golberg           |                  |                  |                |                 |                      | ✘                   | ✘                      | ✘                |                              |                     |                  |              |                    |
| Charles Roven            |                  |                  |                |                 | ✘                    |                     | ✘                      |                  | ✘                            |                     |                  |              |                    |
| Charles J.D. Schlissel   |                  |                  |                | ✘               |                      | ✘                   |                        |                  |                              |                     |                  |              |                    |
| Michael E. Uslan         |                  |                  |                |                 | ✘                    |                     | ✘                      |                  | ✘                            |                     |                  |              |                    |
| Benjamin Melniker        |                  |                  |                |                 | ✘                    |                     | ✘                      |                  | ✘                            |                     |                  |              |                    |
| Guionistas               |                  |                  |                |                 |                      |                     |                        |                  |                              |                     |                  |              |                    |
| Jonathan Nolan           |                  |                  | ✘              |                 |                      | ✘                   | ✘                      |                  | ✘                            | ✘                   |                  |              |                    |
| David S. Goyer           |                  |                  |                |                 | ✘                    |                     | ✘                      |                  | ✘                            |                     |                  |              |                    |
| Directores de fotografía |                  |                  |                |                 |                      |                     |                        |                  |                              |                     |                  |              |                    |
| Wally Pfister            |                  |                  | ✘              | ✘               | ✘                    | ✘                   | ✘                      | ✘                | ✘                            |                     |                  |              |                    |
| Hoyte van Hoytema        |                  |                  |                |                 |                      |                     |                        |                  |                              | ✘                   | ✘                | ✘            | ✘                  |
| Músicos                  |                  |                  |                |                 |                      |                     |                        |                  |                              |                     |                  |              |                    |
| David Julyan             | ✘                | ✘                | ✘              | ✘               |                      | ✘                   |                        |                  |                              |                     |                  |              |                    |
| Hans Zimmer              |                  |                  |                |                 | ✘                    |                     | ✘                      | ✘                | ✘                            | ✘                   | ✘                |              |                    |
| Ludwig Göransson         |                  |                  |                |                 |                      |                     |                        |                  |                              |                     |                  | ✘            | ✘                  |
| Montadores               |                  |                  |                |                 |                      |                     |                        |                  |                              |                     |                  |              |                    |
| Lee Smith                |                  |                  |                |                 | ✘                    | ✘                   | ✘                      | ✘                | ✘                            | ✘                   | ✘                |              |                    |

## Premios y nominaciones
Premios Óscar
| Año  | Categoría            | Película    | Resultado |
| ---- | -------------------- | ----------- | --------- |
| 2002 | Mejor guion original | Memento     | Nominado  |
| 2011 | Mejor película       | Inception   | Nominado  |
| 2011 | Mejor guion original | Inception   | Nominado  |
| 2018 | Mejor película       | Dunkerque   | Nominado  |
| 2018 | Mejor director       | Dunkerque   | Nominado  |
| 2024 | Mejor película       | Oppenheimer | Ganador   |
| 2024 | Mejor director       | Oppenheimer | Ganador   |
| 2024 | Mejor guion adaptado | Oppenheimer | Nominado  |

Premios Globo de Oro
| Año  | Categoría                | Película    | Resultado |
| ---- | ------------------------ | ----------- | --------- |
| 2023 | Mejor película dramática | Oppenheimer | Ganador   |
| 2023 | Mejor director           | Oppenheimer | Ganador   |
| 2023 | Mejor Guion              | Oppenheimer | Nominado  |
| 2018 | Mejor director           | Dunkerque   | Nominado  |
| 2011 | Mejor director           | Inception   | Nominado  |
| 2011 | Mejor guion              | Inception   | Nominado  |
| 2002 | Mejor guion              | Memento     | Nominado  |

### Premios y taquilla
| Título                | Funciones                          | Año  | Duración | Óscar                    | Globos de Oro          | BAFTA                    | Premios AFI            | Sundance               | Presupuesto | Taquilla mundial | Beneficio   |
| --------------------- | ---------------------------------- | ---- | -------- | ------------------------ | ---------------------- | ------------------------ | ---------------------- | ---------------------- | ----------- | ---------------- | ----------- |
| Following             | Dirección Guion Fotografía Montaje | 1998 | 70'      |                          |                        |                          |                        |                        | 6000        | 48 482           | 20 665      |
| Memento               | Dirección Guion                    | 2000 | 117'     | Nominado: 2              | Nominado: 1            |                          | Ganador: 1 Nominado: 2 | Ganador: 1 Nominado: 1 | 4 000       | 39 723 096       | 12 847 702  |
| Insomnia              | Director                           | 2002 | 118'     |                          |                        |                          |                        |                        | 46 000      | 113 714 830      | 16 543 156  |
| Batman Begins         | Dirección Guion                    | 2005 | 140'     | Nominado: 1              |                        | Nominado: 3              |                        |                        | 150 000     | 372 710 015      | 54 990 508  |
| The Prestige          | Director Productor Guion           | 2007 | 130'     | Nominado: 2              |                        |                          |                        |                        | 40 000      | 109 676 311      | 20 321 971  |
| The Dark Knight       | Director Productor Guion           | 2008 | 152'     | Ganadores: 2 Nominado: 8 | Ganador: 1             | Ganador: 1 Nominado: 9   | Ganador: 1             |                        | 185 000     | 1 004 558 444    | 366 057 003 |
| Inception             | Director Productor Guion           | 2010 | 148'     | Ganadores: 4 Nominado: 8 | Nominado: 4            | Ganadores: 3 Nominado: 9 | Ganador: 1             |                        | 160 000     | 815 519 920      | 201 635 956 |
| The Dark Knight Rises | Director Productor Guion           | 2012 | 165'     |                          |                        | Nominado: 1              | Ganador: 1             |                        | 250 000     | 1 081 041 287    |             |
| El hombre de acero    | Productor Guion                    | 2013 | 143'     |                          |                        |                          |                        |                        | 225 000     | 668 045 518      |             |
| Interstellar          | Director Productor Guion           | 2014 | 169'     | Ganador: 1 Nominado: 5   | Nominado 1             | Ganador: 1 Nominado: 4   |                        |                        | 165 000     | 671 366 000      |             |
| Dunkerque             | Director Productor Guion           | 2017 | 106'     | Ganador: 3 Nominado: 8   | Nominado 3             | Ganador: 1 Nominado: 6   |                        |                        | 100 000     | 525 573 161      |             |
| Tenet                 | Director Productor Guion           | 2020 | 150'     | Ganador: 1 Nominado: 2   | Nominado 1             | Ganador: 1 Nominado: 1   |                        |                        | 225 000     | 365 609 000      |             |
| Oppenheimer           | Director Productor Guion           | 2023 | 180'     | Ganador: 7 Nominado: 13  | Ganador: 5 Nominado: 8 | Ganador: 7 Nominado: 13  | Ganador: 1 Nominado: 1 |                        | 100 000     | 968 213 000      |             |

### Críticas profesionales
| Título                | Filmaffinity | SensaCine | IMDb.com | Rotten Tomatoes |
| --------------------- | ------------ | --------- | -------- | --------------- |
| Following             | 7,2 / 10     | 3,5 / 5   | 7,5 / 10 | 83% / 100%      |
| Memento               | 7,9 / 10     | 4,2 / 5   | 8,4 / 10 | 93% / 100%      |
| Insomnia              | 6,5 / 10     | 3,2 / 5   | 7,2 / 10 | 92% / 100%      |
| Batman Begins         | 7,4 / 10     | 4,3 / 5   | 8,2 / 10 | 84% / 100%      |
| The Prestige          | 7,4 / 10     | 4,2 / 5   | 8,5 / 10 | 76% / 100%      |
| The Dark Knight       | 8,1 / 10     | 4,5 / 5   | 9,0 / 10 | 94% / 100%      |
| Inception             | 8,0 / 10     | 3,9 / 5   | 8,8 / 10 | 87% / 100%      |
| The Dark Knight Rises | 7,5 / 10     | 4,4 / 5   | 8,4 / 10 | 87% / 100%      |
| Interstellar          | 7,9 / 10     | 4,4 / 5   | 8,7 / 10 | 73% / 100%      |
| Dunkerque             | 7,0 / 10     | 4,2 / 5   | 7,8 / 10 | 92% / 100%      |
| Tenet                 | 6,3 / 10     | 4,0 / 5   | 7,2 / 10 | 69% / 100%      |
| Oppenheimer           | 7,8 / 10     | 3,1 / 5   | 8,7 / 10 | 94% / 100%      |